# Grenzstreit um das erweiterte Festlandsockelgebiet im Südlichen Ozean zwischen Argentinien und Chile

Karte des Disputs

Der Grenzstreit um das erweiterte Festlandsockelgebiet im Südlichen Ozean zwischen Argentinien und Chile ist ein Streit zwischen den beiden Ländern über ein Meeresgebiet von 5.302 km². Der Streit begann, nachdem Argentinien versuchte, sein maritimes Gebiet auf Basis der Theorie des erweiterten Festlandsockels über das Südmeer (Spanisch: Mar de la Zona Austral) auszudehnen. Dieses Gebiet liegt südlich von Punkt F, wie im Freundschafts- und Friedensvertrag von 1984 zwischen Chile und Argentinien vereinbart. Es ist ein Gebiet, das von Chile als Teil seines „präsentiellen Meeres“ beansprucht wird und nun als Teil seines nicht erweiterten Festlandsockels gilt, der von den Diego-Ramírez-Inseln aus projiziert wird.
Argentinien beanspruchte zuvor die sich überschneidende, mondförmige Zone als Erbe-Schutzmeer, da gemäß der Entscheidung des Internationalen Gerichtshofs im Fall Kolumbien-Nicaragua die Kontinentalschelfe Vorrang vor erweiterten Kontinentalschelfen haben.
Der Streit betrifft auch die Projektionen beider Länder in Richtung des Antarktischen Kontinents. Nach den Bestimmungen des Artikels 59 der UN-Konvention über das Seerecht haben strittige und sich überschneidende Ansprüche keine rechtliche Kraft, bis der Streit zwischen den gegnerischen Parteien gelöst ist.
Die CONVEMAR ist eine beratende Kommission, die Empfehlungen abgibt, die rechtlich nicht bindend sind, und die Kommission hat keine Zuständigkeit in Fragen der Souveränität.

## Geschichte
Das Seerechtsübereinkommen der Vereinten Nationen (UNCLOS) vom 30. April 1982, das am 16. November 1994 in Kraft trat, legte das Regime des Festlandsockels in Teil VI (Artikel 76 bis 85) fest und definierte in Artikel 76, Absatz 1, was unter einem Festlandsockel verstanden wird.
Argentinien ratifizierte das Abkommen am 12. Januar 1995, und es trat für das Land am 31. Dezember 1995 in Kraft.
Am 25. August 1997 unterzeichnete Chile das Seerechtsübereinkommen und ratifizierte es. Die Konvention trat am 24. September 1997 in Kraft.
Im Jahr 2009 reichte Argentinien eine Darstellung an die Kommission der Vereinten Nationen für die Festlegung der Festlandsockelgrenzen ein, die 2016 von UNCLOS akzeptiert wurde. Die Darstellung enthielt auch die umstrittenen Gebiete mit dem Vereinigten Königreich, wie die Falklandinseln, Südgeorgien und die Südlichen Sandwichinseln, sowie ein halbmondförmiges Gebiet südlich des argentinischen Territorialmeers, wie es im Vertrag von 1984 mit Chile definiert ist. Dieses Gebiet wurde auch von Chile als Teil seines präsentiellen Meeres beansprucht, ebenso wie das Meer rund um die Antarktische Halbinsel, das von allen drei zuvor genannten Ländern beansprucht wird. Im selben Jahr, am 8. Mai, reichte Chile seinen vorläufigen Bericht bei der Kommission der Vereinten Nationen für die Festlegung der Festlandsockelgrenzen ein.
Im Jahr 2020 verabschiedete die Argentinische Abgeordnetenkammer einstimmig das Gesetz 27.557, das die äußere Grenze des argentinischen Festlandsockels festlegt.
Im selben Jahr, am 21. Dezember, legte Chile der Kommission der Vereinten Nationen für die Festlegung der Festlandsockelgrenzen den Teilbericht über den erweiterten Festlandsockel bei Osterinsel und Salas y Gómez vor.
Im Jahr 2021 unterzeichnete der Präsident von Chile Sebastián Piñera das Dekret Nr. 95, das den Festlandsockel östlich des Meridians 67° 16′ 0 als Teil des chilenischen Festlandsockels (nicht erweitert) ausweist. Dieser wird von den Diego-Ramírez-Inseln aus projiziert und beansprucht das halbmondförmige Gebiet, das Argentinien als Teil seiner Erweiterung gemäß dem Prinzip des erweiterten Festlandsockels ansieht. Dies wurde in der SHOA-Karte Nr. 8 reflektiert und führte zu einer Antwort des argentinischen Außenministeriums gegen die Maßnahme Chiles.
Im Februar 2022 reichte Chile seinen zweiten Teilbericht über den westlichen Festlandsockel des chilenischen Antarktisterritoriums ein. Im August desselben Jahres machte Chile die mündlichen Präsentationen beider Teildarstellungen während der 55. Sitzung der Kommission zur Festlegung der Festlandsockelgrenzen bei den Vereinten Nationen in New York.
Im Jahr 2023 stellte Chile über das SHOA eine erläuternde Grafik zur Verfügung, die alle von Chile beanspruchten Meeresgebiete zeigt, was erneut von Argentinien zurückgewiesen wurde.
Im Juli 2023 entschied der Internationale Gerichtshof über die Priorität eines Festlandsockels gegenüber einem erweiterten Festlandsockel im Fall des territorialen und maritimen Streits zwischen Kolumbien und Nicaragua.